# Love Diary
Love Diary（ラブダイアリー）はアカペラグループ・INSPiの大倉智之と同じくアカペラグループ・RAG FAIRの引地洋輔が組む音楽ユニット。大倉が小学6年生から約20年書き続けている日記を歌詞にし、引地がメロディーを付けて曲を作るスタイルをとっている。愛称はラブダイ。

## 概要
結成のきっかけは2009年7月31日に行われたファンクラブ限定イベント。INSPiのFei!とRAG FAIRのFCRが合同で行い、メンバーをシャッフルしその日限りのユニットを結成するという内容だった。その後、同年10月18日にデジタルシングル「162ページのラブダイアリー」でデビュー。
ライブでは毎回セットリストが書かれたしおりを配っている。グッズとセットで付いている場合とライブ後に配っている場合がある。ミニライブの時は配らない場合もある。
ライブ会場では、開演前に和田アキ子のライブ盤がBGMとして流れている。和田アキ子の持ち歌に「古い日記」があり、日記繋がりという事と、大倉が和田アキ子のライブ盤のCDを所持していたため、このセレクトになる。しかし、そのライブ盤には「古い日記」は収録されていない。

## メンバー
大倉 智之（おおくら ともゆき、1978年7月3日 - ）
ボーカル兼日記活動家。「日記は明日の自分への手紙」と提言し、手書きの日記を書き続けている。
ライブでは必ず帽子を被っている。ハモる際は上のパートになる。ライブの際は、観客席から見て左側に立つことが多い。2012年2月15日に公式ホームページにて、入籍したことを発表する。
引地 洋輔（ひきち ようすけ、1978年3月20日 - ）
ボーカル兼日記収集家。幼少の頃から日記を書いても三日坊主で長続きがしないため「日記を書かずとも集めればよい」という結論に至り、日記収集家として活動をする。視力が0.125の為、眼鏡をかけている。2012年4月14日、ウェブサイトにて、入籍を発表。
ハモる際は下のパートになる。ライブの際は、観客席から見て右側に立つことが多い。

## サポートメンバー
市川雄一
DialGroupのボーカル兼ピアノ。Love DiaryのデビューライブLIVE DIARY Vol.1から参加。全国ツアーがDialGroupのライブと重なる場合は不参加になる。
アンラッキーズ
2010年10月31日から開催された全国ツアー・ラブダイアリーナツアー2010から登場した大倉と引地に酷似した人物が組むアカペラグループ。Love Diaryに憧れている為、帽子とメガネを身に着けている。登場時にスクリーンに映像や文字が映らない等、運がない設定である。オリジナル曲は「ツキノナイ夜」「なんかもうちょいちょい」。
はんだすなお
2013年8月18日開催の倉本美津留の「混ぜるよ!キケン!!」でサポートメンバーとして参加。
白井アキト
ピアノ&キーボード奏者兼作曲家。2014年3月16日から4月12日まで開催された「ラブダイアリーなツアー2014春　〜早咲き！春のペン祭り!〜」のサポートメンバーとして参加。2014年12月3日、歌手のmarinaと入籍。

## レギュラー

### 概要
- Love DiaryのブランニューRは、2010年3月まで引地がパーソナリティーとして東海ラジオで放送していたRAG FAIRよーすけのブランニューRを期間限定で復活させた番組。ナイター中継と重なる場合は翌週に放送予定分を放送した。
- Love Diaryの15分間ニッキングは、リスナーから送られてくる日記を詞にして、Love Diaryの2人が曲を作成して歌う。月末には月間優秀日記・MVD（モスト・ビビッド・ダイアリー）を決め、リスナーに日記活動推進委員会の名刺を送っている。番組が放送されているスタジオが東京代々木のStudio ViViDの為、Vはビビッドになった[3]。生放送だが、全国ツアーで地方にいる場合は収録分を放送。

### ラジオ
- Love DiaryのブランニューR（東海ラジオ）2010年10月10日 - 11月21日終了。
- Love Diaryの15分間ニッキング（FM Fuji）2011年4月7日 -  2014年3月27日終了

## ディスコグラフィー

### 概要
- Diary Notes 創刊号はUstreamで収録曲を楽曲総選挙と題しメール投票で決定。その中で票数が最も少なかった「恋のビシ☆バシ」は二度と歌わない事になる。[4]
- 楽曲総選挙で次に票数が少なかった「オトンとコーヒー」は引退になった[5]。しかし、8月12日に行われた日記の日page8〜今日のオンドはいかがですか〜ではBGMに使われていた。
- Diary Noets2 にっきのおとのジャケットには秘密が5か所隠れている。1:ジャケットの文字を横に読むと「ラブダイアリー」と書かれている。2:同じくジャケットの文字を横に読むと「ヒキチヨウスケ」と書かれている。3:ブックレットの目次の白い文字になっている所を線で繋ぐと「Love」になる。4:背表紙の赤い文字を線でつなぐと「ラブ」になる。5：ジャケットの青い文字を線で繋ぐと「日記」になり、ブックレットの背表紙の愛と合わせると「愛日記」、英語にして「Love Diary」になる。[6]
- Diary Noets3 にっきざんまいのCDの記録面に「NIKKIKAKO」と書かれている。
- Diary Notes5 ぼくらのそのごに収録されている「GAME BOYSs 〜feat.RYO from ORANGE RANGE」ではORANGE RANGEのRYOとコラボしている。きっかけはフジテレビ「ハモネプスターリーグ」での共演。ベースをしていたRYOが印象に残り、共作を持ちかけた[7]。

### デジタルシングル
| # | 発売日         | タイトル                  |
| - | -------------- | ------------------------- |
| 1 | 2009年10月18日 | 162ページのラブダイアリー |
| 2 | 2010年2月5日   | なんもかもばいばい        |
| 3 | 2010年6月7日   | Love Diaryの一週間        |
| 4 | 2010年9月24日  | Walkin' down the フルサト |

### アルバム
| # | 発売日         | タイトル                    | 収録曲 |
| - | -------------- | --------------------------- | --- |
| 1 | 2010年10月29日 | Diary Notes 創刊号          | 1. Theme of love Diary 2. Love Diaryの一週間 3. Walkin'down the フルサト 4. 8月32日 5. 月曜25時 6. GAMBA-LD〜ガンバルド〜 7. いよかんサイダー                                                                      |
| 2 | 2011年4月29日  | Diary Notes2 にっきのおと   | 1. Write&Left 2. ほなな 3. 162ページのラブダイアリー 4. ソラ・ソーヤ 5. エロイ夢エッサイ夢 6. おみやえらび 7. いつOVER？ 8. Y2K 9. なんもかもばいばい 10. オノマトペ 11. 好きという言葉の力 12. カスカスニッキング |
| 3 | 2011年10月29日 | Diary Notes3 にっきざんまい | 1. YATTA-LD〜ヤッタルド〜 2. あぁ神様 3. DJ TIME 4. バイバイゲーム 5. なまえ 6. カゼノクスリ 7. おもひでパラパラ 8. 500円のサンタクロース                                                                          |
| 4 | 2012年8月25日  | Diary Notes4 ヨンデー毎日   | 1. 友達のうた 2. 記録更新 3. クラブミュージック 4. イタバサミー 5. 決意マン 6. 古い机 |
| 5 | 2014年3月14日  | Diary Notes5 ぼくらのそのご | 1. ラレルカ 2. GAME BOYSs 〜feat.RYO from ORANGE RANGE 3. 43号線 4. 振り返らへんから 5. ぺんのおと 6. 今日の終わりに 7. アナログタイムマシン 8. ワンダーパンダー〜for PANDA DISCO〜                                |

## LIVE

### 全国ツアー
| 日付                      | タイトル                                                        | 会場                            | 備考                                 |
| ------------------------- | --------------------------------------------------------------- | ------------------------------- | ------------------------------------ |
| 2010年10月31日 - 11月7日  | ラブダイアリーナツアー2010                                      | 福岡ROOMS 他                    |                                      |
| 2011年5月3日 - 5月29日    | ラブダイアリーナツアー2011                                      | 札幌Club-garden 他              |                                      |
| 2011年6月12日             | ラブダイアリーナツアー2011 もうええかげん二枚目だけでもだめやろ | 渋谷O-EAST                      | ラブダイアリーナツアー2011の追加公演 |
| 2011年10月30日 - 11月19日 | ラブダイ秋〜なツアー2011 落ち葉ハラハラおもひでパラパラ         | 仙台darwin 他                   |                                      |
| 2012年9月18日 - 10月8日   | ラブダイ秋〜なツアー2012 日記の秋、大収穫祭                     | 渋谷BOXX 他                     |                                      |
| 2014年3月16日 - 4月5日    | ラブダイアリーなツアー2014春〜早咲き!春のペン祭り!〜            | 仙台darwin 他                   |                                      |
| 2014年4月12日             | ラブダイアリーなツアー2014春〜さいた!まつりだ！もう1ペン〜      | 埼玉HEAVEN'S ROCKさいたま新都心 | ラブダイアリーなツアー2014の追加公演 |

### ライブ・イベント
| 日付                      | タイトル                                                                   | 会場                                             | 備考 |  |
| ------------------------- | -------------------------------------------------------------------------- | ------------------------------------------------ | --- |  |
| 2009年7月31日             | Fei！CR うたまつり2009                                                     | 東京ドームシティー内 G-ROSSO                     | |  |
| 2010年3月7日              | Live Diary Vol.1                                                           | 吉祥寺 STAR PINE'S CAFE                          | |  |
| 2010年6月13日             | Live Diary Vol.2                                                           | 神戸 VAR IT                                      | |  |
| 2010年6月25日             | 音魂 OTODAMA SEA STUDIO2010 風が吹く街                                     | OTODAMA SEA STUDIO                               | |  |
| 2010年7月24日 - 7月25日   | わたおんPresents"KIWAMI"                                                   | 品川ステラボール                                 | ライブ内の司会を勤める                                                                                            |  |
| 2010年11月3日             | Diary Noets創刊号リリースイベント                                          | 名古屋アスナル金山                               | |  |
| 2010年11月6日             | Love Diary"Special LIVE!"                                                  | 東京ミッドタウンプラザ                           | |  |
| 2010年12月5日             | 40th FCT祭り                                                               | ビッグパレットふくしま                           | |  |
| 2011年2月11日             | Love Diaryの日記の日Page2 義理義理 新曲間に合いました?                     | 表参道GROUND                                     | |  |
| 2011年2月27日             | 全力投球！POWER HITTER 2011                                                | 渋谷O-EAST                                       | |  |
| 2011年4月8日              | LoveDiaryの日記の日Page4 日常の再出発（節電形式）                          | 表参道GROUND                                     | |  |
| 2011年8月11日             | LoveDiaryの日記の日Page8 今日のオンドどうですか?                           | 表参道GROUND                                     | |  |
| 2011年12月24日 - 12月25日 | クリスマスディナーショー2011 ONE NIGHT "IN FAIR"                           | 品川プリンスホテル、ホテル阪急インターナショナル | |  |
| 2012年3月25日             | SHIBUYA LIVE RALLY                                                         | 渋谷CULB QUATTORO                                | |  |
| 2012年4月13日             | 日活委Presents Love Diaryの日記の日Page413 ラブダイアリンピック代表選考会  | 表参道GROUND                                     | |  |
| 2012年4月20日             | OTODAMA×eggman×MUSIC ON!TV INOUEISEKI Vol.12                               | 渋谷 eggman                                      | |  |
| 2012年6月17日             | ラブダイアリンピック 日々記録更新                                          | 赤坂BLITZ                                        | |  |
| 2012年7月13日             | Love Diaryの日記の日Vol.713 こう書コウヤ祭                                 | 表参道GROUND                                     | |  |
| 2013年2月26日             | GOOD SEE YOU!                                                              | 渋谷duo Music Exchange                           | ライブ内で次回の共演者を決める。JONTEがゲスト                                                                     |  |
| 2013年3月17日             | 2013春の日記フェス 日記はひとりの為ならず                                  | 渋谷O-EAST                                       | |  |
| 2013年6月19日             | GOOD SEE YOU!                                                              | 渋谷duo Music Exchange                           | 奥華子がゲスト |  |
| 2013年7月10日             | The 楽屋                                                                   | OTODAMA SEA STUDIO                               | 堂島孝平、エハラマサヒロ、キマグレンISEKIがゲスト                                                                 |  |
| 2013年8月18日             | 倉本美津留の「混ぜるよ!キケン!!」                                          | 音楽実験室 新世界                                | 引地が前の回を見に行き、自ら共演依頼をした                                                                        |  |
| 2013年9月15日             | パンダディスコvol.5 銀座で踊ろうSP                                         | CLUB DIANA                                       | 子供向けのライブの為、18歳未満の人がいないと入場ができなかった。 オリジナルテーマソング「ワンダーパンダー」を作成 |  |
| 2013年10月3日 - 10月10日  | CIRCLE TOUR UTAMATSURI                                                     | 東京渋谷AX 他                                    | |  |
| 2013年10月13日            | 北海道文教大学第15回榮凛祭                                                 | 北海道文教大学                                   | RAG FAIR奥村政佳と共演                                                                                            |  |
| 2013年10月23日            | ラブダイ秋〜な音楽会                                                       | 表参道GRAOUND                                    | |  |
| 2013年10月26日            | パンダディスコ特別編AKASAKA HALLOWEEN WEEK2013「キッズリターン・ハロィン」 |                                                  | |  |
| 2013年11月12日            | GOOD SEE YOU!〜Friends Note〜                                              | 東京duo Music Exchange                           | AAAのURATA NAOYA                                                                                                  |  |
| 2015年4月4日              | 倉本美津留の混沌夜#2inレッドシューズ！                                     | 南青山RED SHOES                                  | |  |

## Ustream

### 概要
- 2011年から日記を書く事を広める委員会・日記活動推進委員会を発足。毎月第2金曜日を日記の日と称し、Ustream放送又はライブを行っている。
- 生放送で行っている為、Ustreamの回線が止まるトラブルで開始予定時間に始まらないこともある。
- 全国ツアーと第2金曜日が重なる場合は行わない。それら以外でも行わない月もある。

| 日付           | タイトル                                                                                          | 備考 |
| -------------- | ------------------------------------------------------------------------------------------------- | --- |
| 2010年8月29日  | Love Diaryの楽曲総選挙『開票速報』 拾うか捨てるか                                                 | |
| 2010年10月18日 | Love Diaryの一周年 かわいい子には旅の準備をさせろ                                                 | |
| 2011年1月14日  | 日活委Presents Love Diaryの日記の日Page1                                                          | INSPiメンバー・北剛彦がミカンを持参して登場した |
| 2011年2月11日  | 日活委Presents Love Diaryの日記の日Page2 義理義理 新曲間に合いました?                             | |
| 2011年3月16日  | 日活委Presents Love Diaryの日記の日Page3 日活委からのお知らせ                                     | |
| 2011年4月8日   | 日活委Presents Love Diaryの日記の日Page4 日常の再出発（節電形式）                                 | |
| 2011年4月24日  | ラブダイアリーナツアー もうええかげん2枚目でええやろの楽しみ方                                    | 放送中にウェブサイトのコメント動画の打ち合わせ・収録も行った |
| 2011年7月8日   | 日活委Presents Love Diaryの日記の日 大反省会                                                      | ラブダイアリンピック2011で失敗をした早着替えのリベンジをするも 引地がポケットにiPhoneを入れたままにしていた為 振り回した瞬間に撮影場所の電球を誤って割ってしまった。 |
| 2011年8月12日  | 日活委Presents Love Diaryの日記の日Page8 今日のオンドどうですか?                                  | |
| 2011年10月14日 | 日活委Presents Love Diaryの日記の日Page10 秋の夜長ににっきざんまい アルバム&ツアーはこれで準備OK! | |
| 2012年4月13日  | 日活委Presents Love Diaryの日記の日Page413 ラブダイアリンピック代表選考会                         | |
| 2013年2月8日   | Love Diaryの日記の日2013 春の日記フェスの道                                                       | 放送中にINSPi 北剛彦・RAG FAIR 土屋礼央・波田陽区にライブ出演交渉をした                                                                                              |

## GYAO!

### 概要
- 上記の日記の日の一種として、2012年2月24・25日にGYAO!の特設サイト・ワタナベプラスで「日記の日プラス」として生放送配信を行う。卒業をテーマに視聴者からメールを募り、2日間で楽曲を制作するという内容。その後の回は視聴者から日記を募ったり、ライブ直前スペシャルなどを行う。
- ワタナベプラスのライブ配信サービスが2013年1月31日に終了になった為、現在は配信されていない。

| 配信日        | タイトル                                                            |
| ------------- | ------------------------------------------------------------------- |
| 2012年2月24日 | Love Diaryの日記の日プラス #1                                       |
| 2012年2月25日 | Love Diaryの日記の日プラス #2                                       |
| 2012年3月9日  | Love Diaryの日記の日プラス #3                                       |
| 2012年5月11日 | Love Diaryの日記の日プラス #4                                       |
| 2012年6月8日  | Love Diaryの日記の日プラス ラブダイアリンピック2012年直前スペシャル |
| 2012年8月17日 | Love Diaryプラスの一週間 豊作祈願のタネ蒔き祭り                     |